# Rinia
Rinia (em grego:  Ρήνεια) é uma ilha da Grécia, pertencente ao arquipélago das Cíclades, localizada ao sul do mar Egeu. A ilha ocupa uma área de 14 km² e atualmente se encontra desabitada. Administrativamente, pertence ao município de Míconos, na unidade regional homônima.